# 查爾斯·約瑟夫·米納德
查爾斯·約瑟夫·米納德（法語：Charles Joseph Minard；發音：[minaʁ]；1781年3月27日－1870年10月24日），法國土木工程師，以其對資訊圖表在土木工程與統計上的應用聞名；另外，米納德也以其以地圖呈現量化資料的方法聞名。

## 早年生活
米納德出生在聖彌額爾教區第戎，他是Pierre Etienne Minard和Bénigne Boiteux的兒子，其父為法院書記、中學主管。米納德出生後隨即在聖彌額爾教堂受洗 。在其父的鼓勵下，聰明的米納德在四歲時已經學會讀寫；六歲時其父為他註冊了一門基礎解剖學課程。他在第戎的中學完成了他的第四學年後，開始自習拉丁文、文學、物理和數學科學 。15歲半的米納德錄取了著名的巴黎綜合理工學院，接著又到了國立橋路學校研讀土木工程。

## 土木工程師生涯
1810年9月，米納德被政府派往安特衛普，隨即又轉往弗利辛恩。在弗利辛恩，米納德解決了當地圍堰漏水的問題。他利用蒸氣機來排水，這是有史以來第三次的將蒸氣機用以排水的案例。
米納德曾在歐洲各地參與水壩、運河、橋的工程，1830年11月1日，他被任命為國立橋路學校的監督，並持續擔任到1836年獲頒法國榮譽軍團勳章後。此後他成為橋樑團的督察，直到1851年退休。退休後的米納德，則專注在私人的研究上。

## 作品

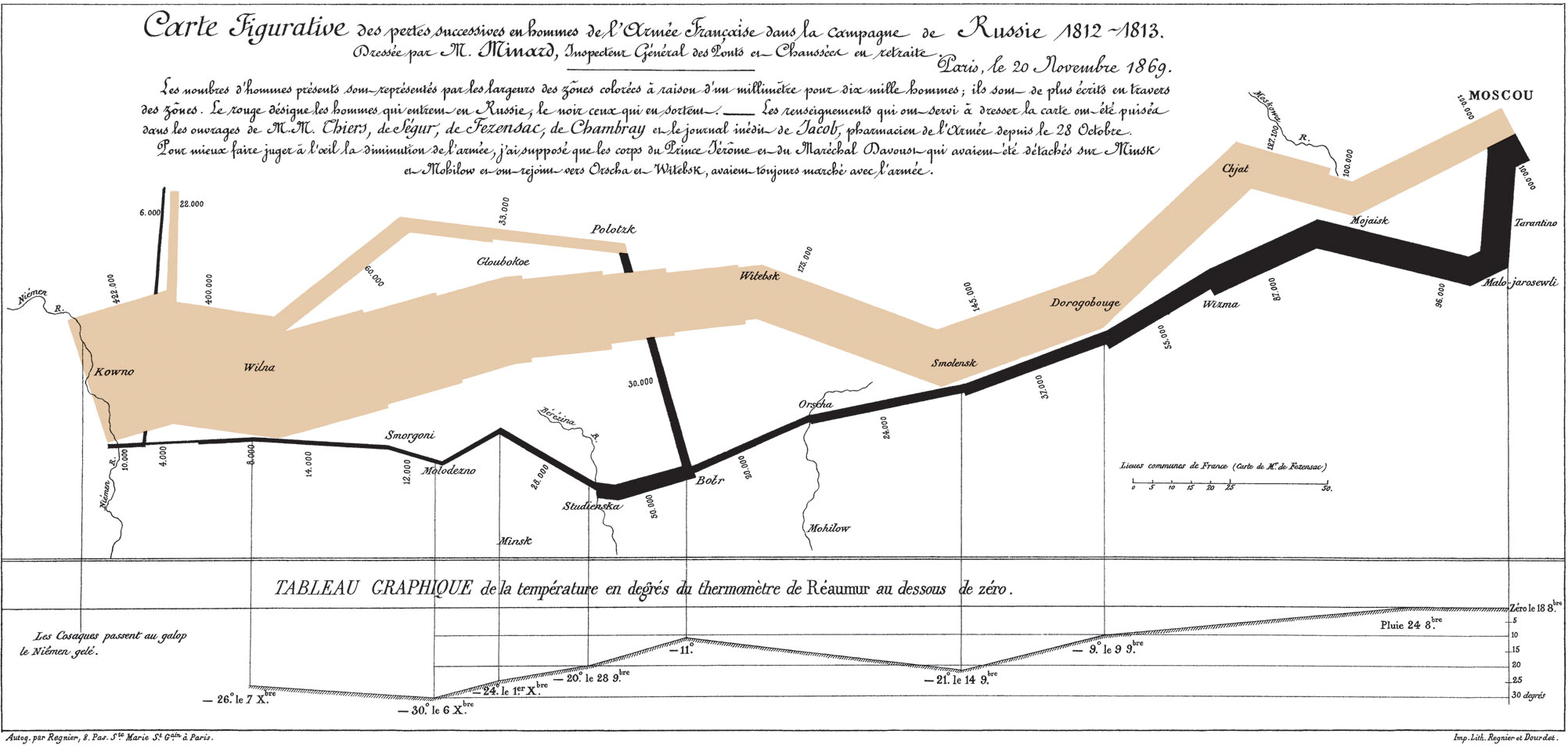
《1812－1813對俄戰爭中法軍人力持續損失示意圖》：圖中透過兩個維度呈現了六種資料：拿破崙軍的人數、距離、溫度、經緯度、移動方向、以及時－地關係。

米納德是以圖呈現工程與統計資訊的先驅，其最知名的作品當屬《1812－1813對俄戰爭中法軍人力持續損失示意圖》（法語：Carte figurative des pertes successives en hommes de l'Armée Française dans la campagne de Russie 1812-1813 （页面存档备份，存于）），該圖描繪了拿破崙的軍隊自離開波蘭－俄羅斯邊界後軍力損失的狀況，圖中透過兩個維度呈現了六種資料：拿破崙軍的人數、距離、溫度、經緯度、移動方向、以及時－地關係。這類的帶狀圖被後人稱為「桑基圖」（Sankey Diagram），儘管桑基晚了米納德30年，且只將圖用以解釋能量流動。

原圖所附敘述翻譯如下：
《1812－1813對俄戰爭中法軍人力持續損失示意圖》

 由國立路橋學校督察米納德先生於巴黎繪製，1869年11月20日。

人數由帶寬表示，一毫米代表一萬人；這些也寫在區域間。紅色代表軍隊往俄國行進，黑色則代表自俄國撤退。繪製資料來自以下諸位先生：Thiers、de Ségur、de Fezensac、de Chambray及軍隊藥師Jacob自10月28日以來的未出版日記。

為了方便視覺對軍隊縮減的判讀，我假設在Prince Jèrôme以及Davoust元帥指揮下，被派往明斯克與莫比洛的部隊，以及自奧爾沙、維特布斯克重新加入主要隊伍的軍力，是一直與主要隊伍一起行軍的。

### 認可

米納德於1858年繪製的地圖：利用圓餅圖呈現法國各地運送到巴黎的家畜數量及比例。Minard's map using pie charts to represent the cattle sent from all around France for consumption in Paris (1858).

- 現代的資訊科學家認為《損失示意圖》為史上最棒的統計圖表[2]。
- 法國科學家、醫師、連續攝影師艾蒂安-朱爾·馬雷（Étienne-Jules Marey）首先提出了米納德在《損失示意圖》中對拿破崙軍命運的戲劇性描寫，認為其「以殘暴的辯才蔑視了歷史學者的筆」[4]。
- 著名的資訊圖表設計師愛德華·塔夫特（Edward Tufte）認為《損失示意圖》「可能是史上最棒的統計圖表」[5] ，並將其作為量化資訊視覺呈現的範例[6] 。
- 霍華德·韋納（Howard Wainer）則稱《損失示意圖》為資訊圖表的寶石，並提名其為「世界冠軍圖表」[7]。
- 亞瑟·羅賓遜（Arthur H. Robinson）指出，米納德在製圖的許多方面都是先驅，而其最知名的作品，只是其51個作品之一而已[8]。